# Tetrossido di fosforo
Il tetrossido di fosforo o tetrossido di difosforo è il composto inorganico con formula empirica P2O4. In realtà la formula molecolare di questo ossido è P4O8 e il suo nome corretto è octaossido di tetrafosforo. In condizioni normali è un solido incolore estremamente sensibile all'aria e all'umidità. È un ossido del fosforo di importanza trascurabile rispetto ai ben più noti P4O6 e P4O10.

## Struttura

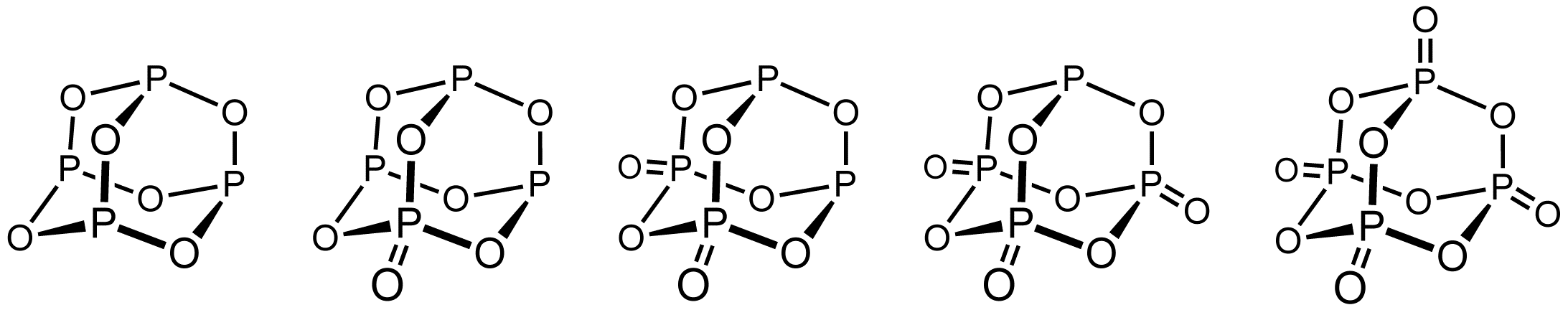
La struttura degli ossidi del fosforo. Da sinistra a destra: P_{4}O_{6}, P_{4}O_{7}, P_{4}O_{8}, P_{4}O_{9} e P_{4}O_{10}

P4O8 mostra una struttura cristallina monoclina, gruppo spaziale C2/c, con costanti di reticolo a = 970,0 pm, b = 1017,9 pm e c = 692,3 pm, β = 96,95° quattro unità di formula per cella elementare. La molecola P4O8 ha simmetria C2v. La sua struttura può essere derivata da quella di P4O6 aggiungendo un gruppo terminale osso (O=) a due degli atomi di fosforo (vedi figura). È quindi un ossido misto P(III)/P(V): P4O6 contiene quattro atomi di P(III); in P4O8 i due atomi dove è stato aggiunto un ossigeno sono ossidati a P(V).

## Sintesi
Il composto fu sintetizzato per la prima volta nel 1886 da Thomas Edward Thorpe e Alfred Tutton, che gli attribuirono la formula P2O4.
Si può ottenere per ossidazione controllata di P4O6 con ossigeno in soluzione di tetracloruro di carbonio, o per cauta riduzione di P4O10 con fosforo rosso a 450-525 ºC. In questo modo tuttavia il composto risulta impuro di P4O7 e P4O9.
Nel 1997 fu ottenuto per la prima volta in forma pura per riduzione di P4O9 con fosforo rosso a 430 ºC in atmosfera inerte. Il composto grezzo fu poi purificato con una sublimazione sotto vuoto e successiva estrazione con toluene.